# Alexander Shvartsman
Alexander Mikhailovich Shvartsman (nascido em 18 de setembro de 1967 (57 anos), Moscou) - é um damista soviético e russo. Ele é o único Grande Mestre Internacional em três variantes de damas: internacionais, russas e brasileiras. Recebeu o título de Mestre Mérito do Esporte da Rússia (2007).

## Realizações esportivas
Quatro vezes campeão mundial de damas internacionais (1998, 2007, 2008/9, 2017).
Sete vezes campeão mundial de damas brasileiras (1987, 1989, 1993, 1996, 1997, 2008, 2018).
Campeão mundial de damas russas pela Associação Internacional de Damas Russas ( 2001 ).
Nove vezes campeão mundial em damas internacionais no controle de tempo blitz (1998, 2000, 2009, 2011, 2012, 2013, 2015, 2018, 2019 ).
Campeão europeu de damas internacionais em 2002 (com controle de tempo clássico); 2011, 2012, 2013, 2015, 2017 (blitz); 2013, 2015, 2016 (com controle rápido). Campeão europeu de damas russas em 2008.
Bicampeão da URSS em damas russas (1984, 1986). Campeão da URSS em damas internacionais (1991).
Cinco vezes campeão da Rússia em damas internacionais (1993, 1996, 2003, 2004, 2008).

## Histórico de desempenho em torneios centrais
| Ano  | Variante      | Nível                              | Posição |
| ---- | ------------- | ---------------------------------- | ------- |
| 1987 | Brasileira    | Campeonato Mundial                 | 1       |
| 1989 | Brasileira    | Campeonato Mundial                 | 1       |
| 1993 | Brasileira    | Campeonato Mundial                 | 1-2     |
| 1992 | Internacional | Campeonato Europeu                 | 8       |
| 1994 | Internacional | Campeonato Mundial                 | 5-6     |
| 1996 | Brasileira    | Campeonato Mundial                 | 1       |
| 1996 | Internacional | Campeonato Mundial                 | 3       |
| 1997 | Brasileira    | Campeonato Mundial                 | 1       |
| 1997 | Internacional | Torneio de Candidatos              | 1       |
| 1998 | Internacional | Campeonato Mundial                 | 1       |
| 2000 | Internacional | Campeonato Mundial                 | 5       |
| 2001 | Russa         | Campeonato Mundial AIDR            | 1-2     |
| 2002 | Internacional | Campeonato Europeu                 | 1       |
| 2003 | Internacional | Campeonato Mundial                 | 11      |
| 2005 | Internacional | Campeonato Mundial                 | 8       |
| 2006 | Internacional | Campeonato Europeu                 | 2       |
| 2007 | Internacional | Campeonato Mundial                 | 1       |
| 2008 | Russa         | Campeonato Europeu                 | 1       |
| 2008 | Internacional | Campeonato Europeu                 | 6       |
| 2008 | Internacional | Jogos Mundiais de Esportes Mentais | 9-16    |
| 2008 | Brasileira    | Jogos Mundiais de Esportes Mentais | 5-8     |
| 2008 | Brasileira    | Campeonato Mundial                 | 1       |
| 2009 | Internacional | Campeonato Mundial                 | 1       |
| 2011 | Internacional | Campeonato Mundial                 | 4       |
| 2012 | Internacional | Jogos Mundiais de Esportes Mentais | 2       |
| 2017 | Internacional | Campeonato Mundial                 | 1       |
| 2018 | Brasileira    | Campeonato Mundial                 | 1       |
| 2019 | Internacional | Campeonato Mundial                 | 5       |